# Mononobe (Klan)
Die Mononobe (japanisch 物部氏, Mononobe-uji) war eines der ältesten japanischen Geschlechter der Yamato-Zeit. Als Kaiser Jimmu die Region Kinki eroberte, waren die Mononobe, die sich von Umashimade no mikoto (Nihongi: 可美眞手命, Kojiki: 宇麻志麻遅命) ableiteten, bereits dort ansässig.
Im politischen System war der Klan verantwortlich für militärische (und polizeiliche) Angelegenheiten, woraus sich auch ihr Name herleitet. -be bezeichnet eine Berufsgruppe und Soldaten wurden als tsuwamono bezeichnet. Später wurden Soldaten auch als mononofu bezeichnet, was ebenfalls wie Mononobe (物部) geschrieben wurde. Am Yamato-Hof hatten sie neben dem ebenfalls militärisch ausgerichteten Ōtomo-Klan den hohen Posten eines Ōmuraji inne.

## Genealogie
- Me (目) war ein Sohn des Ikofutsu (伊莒弗), Nachkomme von Umashimade in der 9. Generation. Er wurde anlässlich der Thronbesteigung des Kaiser Yūryaku im Jahr 456 zum Ō-muraji ernannt. 474 besiegte und tötete er Asake no Iratsuko, der die Provinz Ise verwüstet hatte.
- Arakabi/Arakai (麤鹿火; † 536), Sohn von Masara (麻佐良), wurde von Kaiser Buretsu zum Ō-muraji ernannt. Nachdem dieser kinderlos gestorben war, wurde auf Empfehlung von ihm, Ōtomo no Kanamura, Kose no Ohito und weiteren Prinz Wohodo zum Kaiser gekrönt. 512 bat das koreanische Königreich Kudara, vier Distrikte (agata) von Mimana annektieren zu dürfen. Der Kaiser gab seine Zustimmung und befahl Arakabi, die Antwort an den König zu überbringen. Aber Arakabi stellte sich auf Rat seiner Frau krank, um nicht mit dieser Mission belastet zu werden. 528 unterdrückte Arakabi den Aufstand des Iwai, Gouverneur von Tsukushi (Kyūshū), den er im Distrikt Mii besiegte und tötete. Er diente den Folgekaisern Ankan und Senka ebenfalls als Ō-muraji[2] und starb kurz nach Amtsantritt von Letzterem.

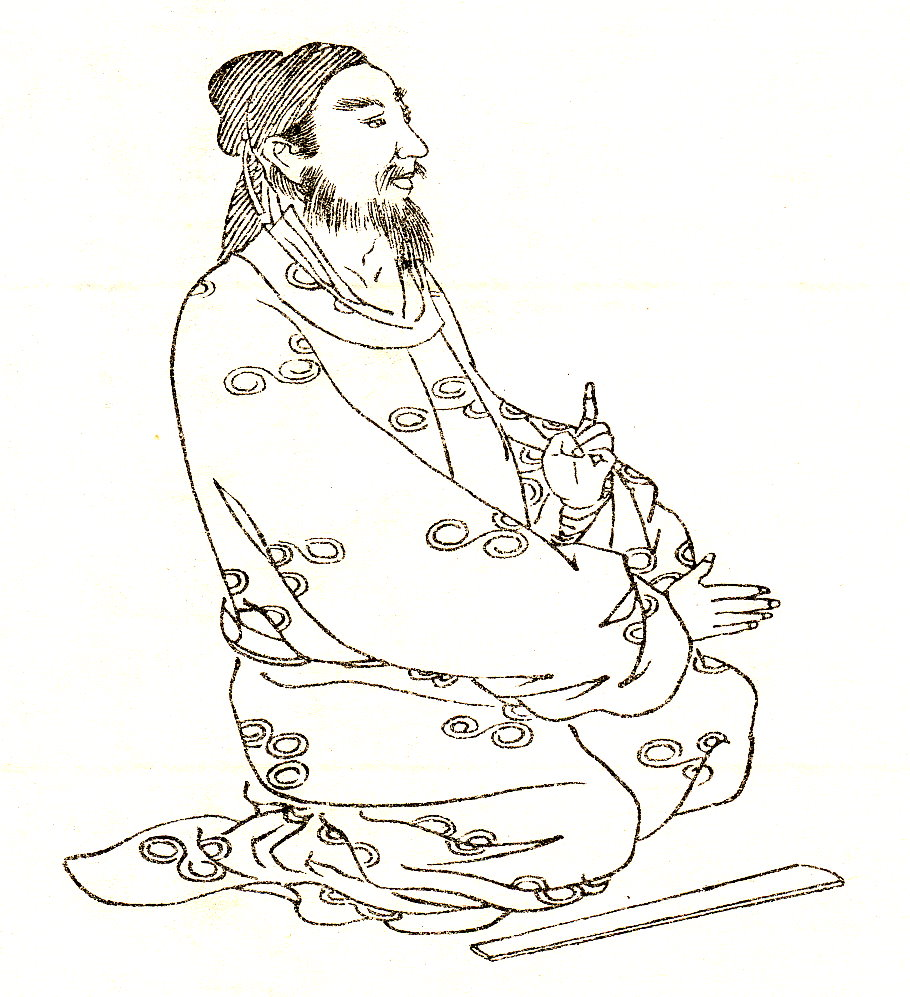
Okoshi
(Zeichnung: Kikuchi Yōsai)

- Okoshi (尾輿), ein Sohn Arayamas (荒山) und Enkel Mes, erhielt mit dem Tod Arakabis dessen Titel Ō-muraji. 540 war er für die Absetzung des Ō-muraji Ōtomo no Kanamura, der angeblich Bestechungen von Kudara angenommen soll, verantwortlich. Im Jahr 552 sandte König Seongmyeong von Kudara Kaiser Kimmei eine Buddha-Statue und buddhistische Schriften als Geschenk. Der Kaiser bat daraufhin seine Minister um Rat, wie er mit dieser neuen Gottheit umgehen sollte. Soga no Iname schlug vor, man sollte diese Gottheit genauso verehren, wie man es mit den heimischen Göttern tat. Okoshi und Nakatomi no Kamako waren dagegen, da es eine Beleidigung der heimischen Götter wäre. Kaiser Kimmei gab die Statue an Iname, der daraufhin zu deren Ehren einen Tempel errichtete. Als im folgenden Jahr viele Menschen an einer ansteckenden Krankheit litten, führte Okoshi dies auf eine Rache der einheimischen Götter zurück. Er zerstörte den Tempel und die Statue wurde in einen Kanal von Naniwa geworfen. Okoshi gilt als Ahnherr der Familie Yuge.[3]
- Moriya (守屋; † 587), üblicherweise Mononobe no Yuge no Moriya genannt, folgte unter Kaiser Bidatsu seinem Vater Arakabi auf die Stelle des Ō-muraji und war zusammen mit Nakatomi no Katsumi dieser ein entschiedener Gegner des Buddhismus und dessen Förderer der Ō-omi Soga no Umako. Seine Seite gewann unter Kaiser Bidatsu Einfluss, aber dessen Nachfolger Yōmei wurde Buddhist, und so triumphierten die Soga. Nach dem Tode Yōmeis im Jahr 587 gaben beide Seiten vor, das Recht zu haben, die Nachfolge zu bestimmen. So kam es zu einer offenen Auseinandersetzung, die zur Schlacht am Berg Shigi-san (信貴山) in der Provinz Yamato führte. Moriya und Katsumi wurden besiegt und getötet, auch Prinz Anahobe, den sie auf den Thron bringen wollten, verlor sein Leben.[4] Die Mononobe verloren große Teile ihres Besitzes vor allem an Umako,[4] zumal dessen Frau ebenfalls eine Mononobe war,[5] und auch ihr Titel Ō-muraji erlosch.

Die Mononobe hatten die Schirmherrschaft über den Isonokami-Schrein. Während der Nara-Zeit ging aus ihr das Geschlecht der Isonokami (石上氏, -uji) hervor.